# 島根労働局
島根労働局（しまねろうどうきょく）は、島根県松江市にある日本の都道府県労働局で、島根県を管轄している。

## 所在地
- 本局 島根県松江市向島町134番地10 松江地方合同庁舎

## 組織
- 本局
  - 総務部
    - 総務課、企画室、労働保険徴収室

  - 職業安定部
    - 職業安定課、職業対策課、求職者支援室

  - 労働基準部
    - 監督課、健康安全課、賃金室、労災補償課

  - 雇用均等室

## 出先機関

### 労働基準監督署
労働基準監督署の名称、位置及び管轄区域については、厚生労働省組織規則（平成13年1月6日厚生労働省令第1号）別表第4で定められている。
| 労働基準監督署名称                   | 所在地           | 管轄区域                                                               |
| ------------------------------------ | ---------------- | ---------------------------------------------------------------------- |
| 松江労働基準監督署                   | 松江市           | 松江市、安来市、雲南市のうち加茂町、木次町、大東町、仁多郡（奥出雲町） |
| 松江労働基準監督署隠岐の島駐在事務所 | 隠岐郡隠岐の島町 | 隠岐郡（海士町、西ノ島町、知夫村、隠岐の島町）                         |
| 出雲労働基準監督署                   | 出雲市           | 出雲市、大田市、雲南市のうち掛合町、三刀屋町、吉田町、飯石郡（飯南町） |
| 浜田労働基準監督署                   | 浜田市           | 浜田市、江津市、邑智郡（川本町、美郷町、邑南町）                       |
| 益田労働基準監督署                   | 益田市           | 益田市、鹿足郡（津和野町、吉賀町）                                     |

### 公共職業安定所（ハローワーク）
公共職業安定所とその出張所の名称、位置及び管轄区域については、厚生労働省組織規則別表第5で定められている。
| 公共職業安定所名称               | 所在地           | 管轄区域                                             |
| -------------------------------- | ---------------- | ---------------------------------------------------- |
| 松江公共職業安定所               | 松江市           | 松江市                                               |
| 松江公共職業安定所隠岐の島出張所 | 隠岐郡隠岐の島町 | 隠岐郡（海士町、西ノ島町、知夫村、隠岐の島町）       |
| 松江公共職業安定所安来出張所     | 安来市           | 安来市                                               |
| 浜田公共職業安定所               | 浜田市           | 浜田市、江津市（桜江町を除く）                       |
| 浜田公共職業安定所川本出張所     | 邑智郡川本町     | 江津市のうち桜江町、邑智郡（川本町、美郷町、邑南町） |
| 出雲公共職業安定所               | 出雲市           | 出雲市                                               |
| 益田公共職業安定所               | 益田市           | 益田市、鹿足郡（津和野町、吉賀町）                   |
| 雲南公共職業安定所               | 雲南市           | 雲南市、仁多郡（奥出雲町）、飯石郡（飯南町）         |
| 石見大田公共職業安定所           | 大田市           | 大田市                                               |

## 管轄
- 島根県全域